# Sydney Lee
Sydney Lee (* April 1911 in Streatham; † 1986) war ein englischer Billardspieler, Snookerschiedsrichter und Billardtrainer. Nach erfolgreichen Anfängen im English Billiards spielte Lee jahrelang Snooker, wenngleich auch mit geringerem Erfolg. Später wurde er als Snooker-Schiedsrichter des im Fernsehen übertragenen Snookerturniers Pot Black bekannt.

## Karriere
Lees Vater war Mitglied einer Synagoge in Brixton und hatte im Burenkrieg gekämpft. Lee hatte zwei Brüder: Benjamin „Benny“ Lee wurde Weltmeister im Rollschuhlaufen, Harry Lee immerhin britischer Meister im Rollschuhlaufen über die halbe Meile. Sydney Lee dagegen wurde 1925 britischer U16-Meister im English Billiards. 1929 konnte er englischer Vize-Meister in dieser Billarddisziplin werden, bevor er ab 1931 viermal in Folge die englische Meisterschaft gewann. Ebenfalls 1931 zog Lee erstmals ins Endspiel der Amateurweltmeisterschaft ein, unterlag aber noch Laurie Steeples. Bei einer neuerlichen Finalteilnahme 1933 wurde er aber gegen Tom Jones Amateur-Weltmeister. 1938 schrieb er ein Lehrbuch über das English Billiards, das 1943 in zweiter Auflage erschien.
Zwischen 1927 und 1933 nahm Lee jährlich auch an der English Amateur Championship im Snooker teil. Sein bestes Ergebnis war dabei eine Viertelfinalteilnahme im Jahr 1930. Ab der Ausgabe 1936 bis zur Unterbrechung des Spielbetriebs während des Zweiten Weltkriegs nahm Lee ebenfalls jährlich an der Snookerweltmeisterschaft teil. Allerdings konnte er nie ein Spiel gewinnen. Sein erstes professionelles Spiel gewann er so erst beim Daily Mail Gold Cup 1940, einem Turnier, in dessen Abschlusstabelle er den zweiten Platz belegte. Nach Ende des Weltkriegs nahm Lee die regelmäßige WM-Teilnahmen wieder auf, hatte aber damit ebenso wenig Erfolg wie mit Teilnahmen am News of the World Tournament oder am Sunday Empire News Tournament. 1955 zog er sich vom aktiven Spielen zurück. Mittlerweile war der Sport auch im Niedergang begriffen. Fast 20 Jahre später wagte Lee noch ein kurzes Comeback als Spieler, doch er verlor sein Auftaktspiel bei der Snookerweltmeisterschaft 1974 mit 0:8 gegen John Pulman.
Eng befreundet mit den Brüdern Joe und Fred Davis, arbeitete Lee bereits während seiner Spielerkarriere nebenher als Billardtrainer. Bereits in seinem Buch anno 1938 bewarb er seine Lehrstunden in der Londoner Burroughes Hall am Soho Square. Zu seinen Lehrlingen gehörte die mehrfache Snookerweltmeisterin Rita Holmes. Später sattelte er auf den Beruf des Schiedsrichters um. Bekannt wurde er in dieser Funktion beim Pot Black. Ab 1969 fungierte Lee bei jeder Ausgabe des im Fernsehen gezeigten Turnieres, das essentiell für die Wiederbelebung des Snookersportes war, als Unparteiischer, bis er sich nach der Ausgabe 1980 krankheitsbedingt in den Ruhestand verabschiedete. Fünf Jahre später verstarb Lee im Alter von etwa 75 Jahren.

## Erfolge
| Ausgang                    | Jahr | Turnier                                | Finalgegner                        | Ergebnis                           |
| -------------------------- | ---- | -------------------------------------- | ---------------------------------- | ---------------------------------- |
| English-Billiards-Turniere |      |                                        |                                    |                                    |
| Sieger                     | 1925 | britische U16-Meisterschaft            | George Cooper                      | unbekannt                          |
| Zweiter                    | 1925 | britische U16-Meisterschaft            | Reggie Gartland                    | unbekannt                          |
| Zweiter                    | 1929 | English Amateur Billiards Championship | Horace Coles                       | 2215:3000                          |
| Sieger                     | 1931 | English Amateur Billiards Championship | Maurice Boggin                     | 3793:3134                          |
| Zweiter                    | 1931 | Amateurweltmeisterschaft               | Laurie Steeples                    | Rundenturnier                      |
| Sieger                     | 1932 | English Amateur Billiards Championship | Frank Edwards                      | 4674:3508                          |
| Sieger                     | 1933 | English Amateur Billiards Championship | Horace Coles                       | 4458:3237                          |
| Sieger                     | 1933 | Amateurweltmeisterschaft               | Tom Jones                          | Rundenturnier                      |
| Sieger                     | 1934 | English Amateur Billiards Championship | Frank Edwards                      | 3929:3509                          |
| Snookerturniere            |      |                                        |                                    |                                    |
| Zweiter                    | 1940 | Daily Mail Gold Cup                    | Rundenturnier (Sieger: Alec Brown) | Rundenturnier (Sieger: Alec Brown) |

## Veröffentlichungen
- Sydney Lee: Billiards: Complete Guide to Succesful Play. Link House Publications, London 1938.